# Sultan bin Murshid
Sultan bin Murshid (arabe : سلطان بن مرشد) (mort en 1743) fut l'un des Imams rivaux durant les guerres civiles en Oman dans les dernières années de la dynastie Yarubide. Il a été élu Imam en 1742 en remplacement de Saif bin Sultan II. Son prédécesseur avait sollicité l’aide des Perses. À la mi-1743, Sultan bin Murshid meurt en défendant la ville de Sohar contre les forces perses.

## Accession
Sultan bin Murshid bin Jadi appartenait à une branche éloignée de la dynastie régnante des Yarubides, mais il est également dit qu’il était le petit-fils du grand Imam d'Oman, Saif bin Sultan. Son cousin, l'Imam Saif bin Sultan II, menait une vie de débauche qui avait tourné les tribus contre lui. En février 1742, Sultan bin Murshid fut proclamé Imam à sa place. Il s'installa à Nakhal (en), rassembla des troupes et marcha sur Rustaq. Saif bin Sultan II mobilisa également des forces et marcha à sa rencontre, mais arriva trop tard pour empêcher la chute de Rustaq. Il se replia alors vers la ville de Mascate et adopta une posture défensive. Sultan bin Murshid le suivit jusqu'à Mascate, mais ne parvint pas à prendre la ville. Il occupa à la place le port voisin de Matrah, attirant les marchands vers ce port et privant ainsi Saif bin Sultan II de ses revenus.

## Lutte avec les Perses
Saif bin Sultan II fit appel aux Perses pour obtenir de l'aide et leur promit de céder Sohar en échange. Fraîchement victorieux d'une campagne en Inde, le souverain perse Nader Shah envoya une expédition de 6 000 hommes sous le commandement de Mirza Mohammed Taki Khan, qui arriva à Julfar vers octobre 1742. Saif bin Sultan II se rendit par mer à Khor Fakkan puis voyagea par voie terrestre pour rencontrer les Perses. Cependant, les officiers des navires stationnés à Khor Fakkan se rallièrent à Sultan bin Murshid, emmenant leurs navires avec eux à Matrah. Les Perses assiégèrent Sohar et envoyèrent des forces à Mascate, mais ils ne parvinrent à prendre ni l’une ni l’autre. En janvier 1743, ils reçurent des renforts et dépêchèrent une autre troupe pour tenter de s’emparer de Mascate. Sultan bin Murshid, qui était toujours basé à Muttrah, abandonna délibérément Mascate, et les Perses pénétrèrent dans la ville. Alors qu’ils se livraient au pillage, Sultan bin Murshid lança une attaque avec les garnisons combinées de Muttrah et de Mascate, détruisit les forces perses et captura plusieurs navires.

## Mort
Les Perses envoyèrent une nouvelle force par voie terrestre et réussirent à prendre Muttrah. Sultan bin Murshid s'échappa vers Sohar, où il fut mortellement blessé sous les murs de la ville vers le milieu de l'année 1743. Certains disent qu'il se suicida. Bal'arab bin Himyar fut élu Imam pour le remplacer. Les Perses prirent Mascate et attaquèrent de nouveau Sohar au nord. Après avoir enduré neuf mois de siège, le gouverneur Ahmad bin Said al-Busaidi négocia une reddition honorable. Plus tard, il chasserait les Perses du pays et établirait une nouvelle dynastie de dirigeants d'Oman.